# Posavska grupna nogometna liga 1980./81.
"Posavska grupna nogometna liga" ("Posavska nogometna liga") je bila jedna od četiri grupne lige "Međuopćinskog nogometnog saveza Brčko" i liga šestog stupnja nogometnog prvenstva Jugoslavije u sezoni 1980./81. 
 
Sudjlovalo je 13 klubova, a prvak je bila "Mladost" iz Donje Slatine. 

## Ljestvica
| mj. | klub                     | ut. | pob. | ner. | por. | gol+ | gol- | bod |
| --- | ------------------------ | --- | ---- | ---- | ---- | ---- | ---- | --- |
| 1.  | Mladost Donja Slatina    | 24  | 15   | 4    | 5    | 56   | 21   | 34  |
| 2.  | Zasavica                 | 24  | 11   | 7    | 6    | 54   | 45   | 29  |
| 3.  | Mladost Sibovac          | 24  | 11   | 3    | 10   | 40   | 34   | 25  |
| 4.  | Crvena zvijezda Gajevi   | 24  | 8    | 9    | 7    | 37   | 36   | 25  |
| 5.  | Mladost Tišina           | 24  | 9    | 6    | 9    | 51   | 51   | 24  |
| 6.  | Jedinstvo Donje Ledenice | 24  | 8    | 7    | 9    | 42   | 45   | 23  |
| 7.  | Sloga Donji Skugrić      | 24  | 10   | 3    | 11   | 43   | 47   | 23  |
| 8.  | Bratstvo Vida            | 24  | 9    | 5    | 10   | 38   | 43   | 23  |
| 9.  | Sloga Prud               | 24  | 9    | 4    | 11   | 44   | 45   | 22  |
| 10. | Crvena zvijezda Obudovac | 24  | 7    | 8    | 9    | 44   | 47   | 22  |
| 11. | OFK Vida                 | 24  | 8    | 6    | 10   | 33   | 45   | 22  |
| 12. | Zvijezda Kruškovo Polje  | 24  | 7    | 7    | 10   | 41   | 48   | 21  |
| 13. | Mladost Domaljevac       | 24  | 8    | 3    | 13   | 29   | 36   | 19  |

## Rezultatska križaljka
| kratica | klub                     | BRA | CRVZG | CRVZO | JED | MLAD | MLADS | MLAS | MLAT | OFKV | SLODS | SLOP | ZAS | ZVI |
| --- | ------------------------ | --- | ----- | ----- | --- | ---- | ----- | ---- | ---- | ---- | ----- | ---- | --- | --- |
| BRA | Bratstvo Vida            |     |       |       |     |      |       |      |      |      |       |      |     |     |
| CRZVG | Crvena zvijezda Gajevi   |     |       |       |     |      |       |      |      |      |       |      |     |     |
| CRVZO | Crvena zvijezda Obudovac |     |       |       |     |      |       |      |      |      |       |      |     |     |
| JED | Jedinstvo Donje Ledenice |     |       |       |     |      |       |      |      |      |       |      |     |     |
| MLAD | Mladost Domaljevac       |     |       |       |     |      |       |      |      |      |       |      |     |     |
| MLADS | Mladost Donja Slatina    |     |       |       |     |      |       |      |      |      |       |      |     |     |
| MLAS | Mladost Sibovac          |     |       |       |     |      |       |      |      |      |       |      |     |     |
| MLAT | Mladost Tišina           |     |       |       |     |      |       |      |      |      |       |      |     |     |
| OFKV | OFK Vida                 |     |       |       |     |      |       |      |      |      |       |      |     |     |
| SLODS | Sloga Donji Skugrić      |     |       |       |     |      |       |      |      |      |       |      |     |     |
| SLOP | Sloga Prud               |     |       |       |     |      |       |      |      |      |       |      |     |     |
| ZAS | Zasavica                 |     |       |       |     |      |       |      |      |      |       |      |     |     |
| ZVI | Zvijezda Kruškovo Polje  |     |       |       |     |      |       |      |      |      |       |      |     |     |
| |                          |     |       |       |     |      |       |      |      |      |       |      |     |     |
| podebljan rezultat - utakmice od 1. do 13. kola (1. utakmica između klubova) rezultat normalne debljine - utakmice od 14. do 26. kola (2. utakmica između klubova) rezultat nakošen - nije vidljiv redoslijed odigravanja međusobnih utakmica iz dostupnih izvora rezultat nakošen i smanjen * - iz dostupnih izvora nije uočljiv domaćin susreta prekrižen rezultat - poništena ili brisana utakmica p - utakmica prekinuta 3:0 p.f. / 0:3 p.f. - rezultat 3:0 bez borbe n.i. - nije igrano |                          |     |       |       |     |      |       |      |      |      |       |      |     |     |

 Izvori: 

## Unutrašnje poveznice
- Međuopćinska liga Brčko 1980./81.
- Posavsko-podmajevička grupna liga 1980./81.